# Sárgafejű amazon

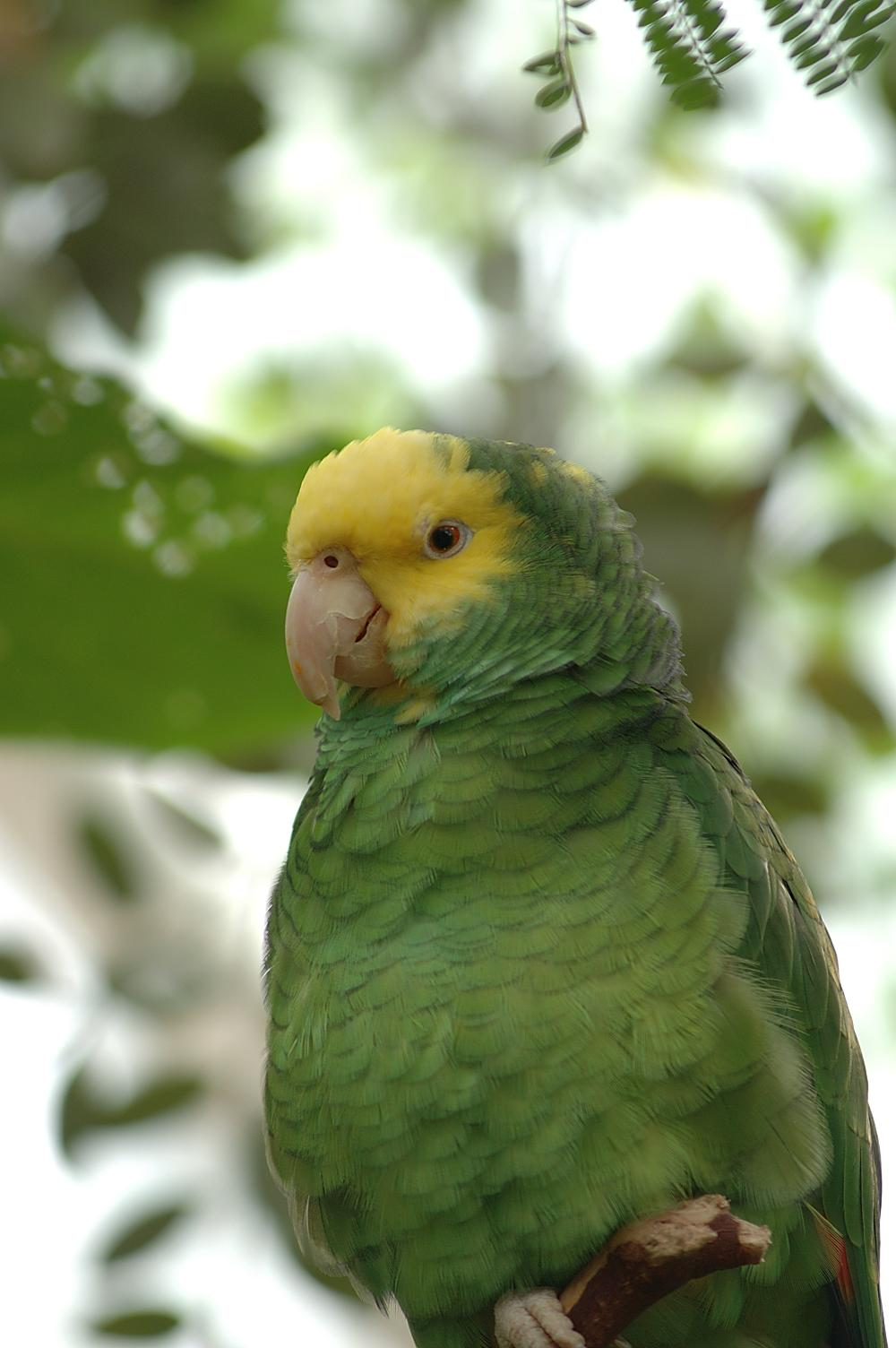

A sárgafejű amazon (Amazona oratrix) a madarak osztályának papagájalakúak (Psittaciformes)  rendjébe és a papagájfélék (Psittacidae) családjába és az araformák (Arinae) alcsaládjába tartozó faj.

## Rendszerezése
A fajt Robert Ridgway amerikai ornitológus írta le 1887-ben.
A faj egy fajkomlexum tagja, legközelebbi rokonai a sárgahomlokú amazon (Amazona ochrocephala) és 
a sárgatarkójú amazon (Amazona auropalliata). Ezeket korábban egyetlen fajba sorolták (a másik két faj egymáshoz viszonyított helyzete ma sem tisztázott teljesen) sárgatarkójú amazonpapagáj néven és annak három alfajaként taglalták.

## Alfajai
- Amazona oratrix belizensis B. L. Monroe Jr & T. R. Howell, 1966
- Amazona oratrix oratrix Ridgway, 1887
- Amazona oratrix tresmariae Nelson, 1900[2]

## Előfordulása
Mexikó, Belize és Guatemala területén honos. Természetes élőhelyei szubtrópusi és trópusi síkvidéki esőerdők, mangroveerdők, lombhullató erdők és cserjések, szántóföldek. Állandó, nem vonuló faj.

## Megjelenése
Testhossza 35–38 centiméter, átlagos testtömege 517 gramm. Testének nagy része zöld, feje, torka, szárnyának szegélye sárga. Repülés közben válnak láthatóvá vörös szárnyfoltjai.
|  |

## Életmódja
Kisebb csapatokban magokkal, gyümölcsökkel és virágokkal táplálkozik.

## Szaporodása
Fészekodú gyanánt fák üregeit használja.

## Természetvédelmi helyzete
Az elterjedési területe elég nagy, egyedszáma 4700 alatti és csökken. A Természetvédelmi Világszövetség Vörös listáján veszélyeztetett fajként szerepel.